# ESME Sudria

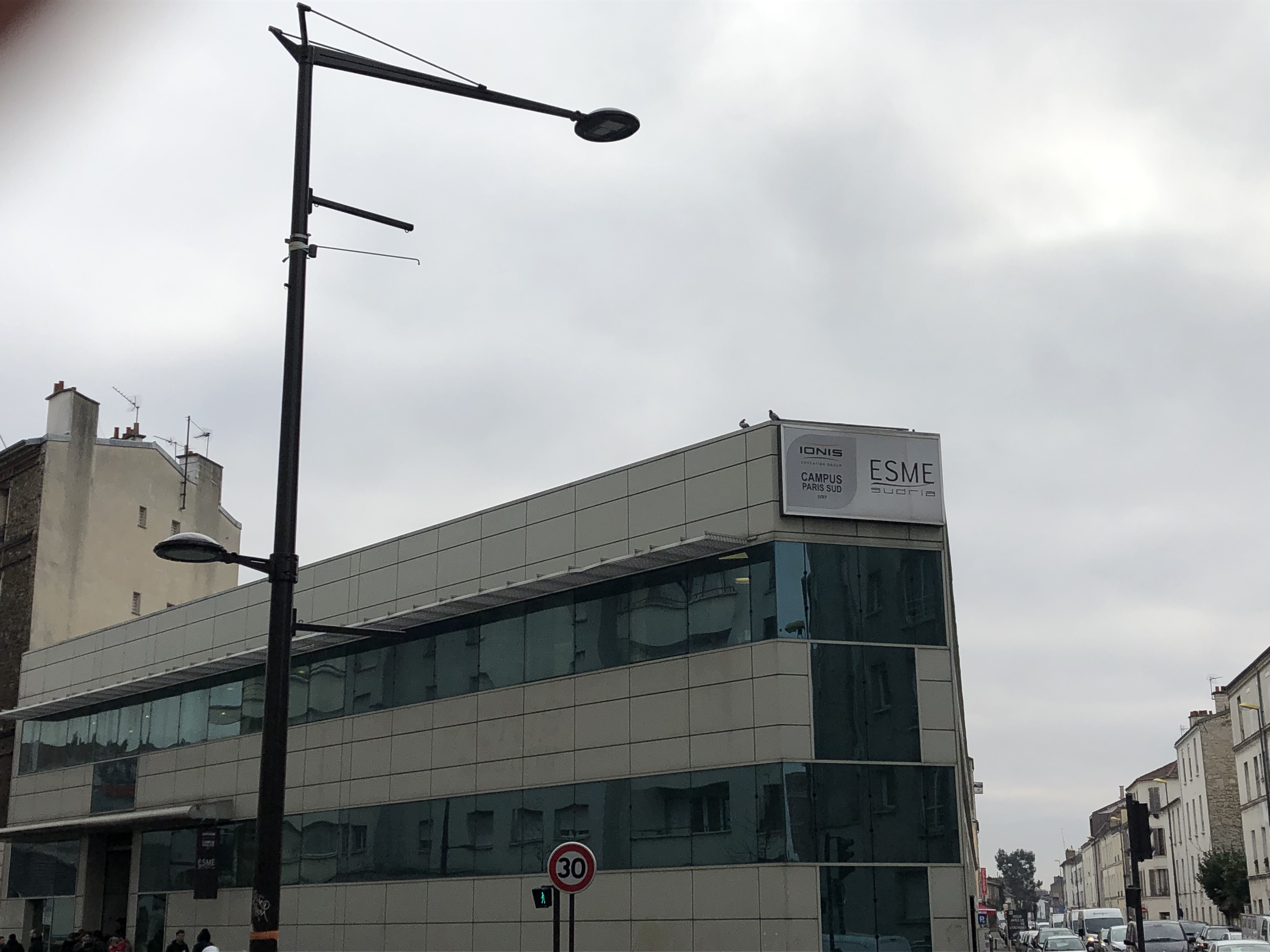
Campus i Ivry-sur-Saine.

École Spéciale de Mécanique et d'Électricité (ESME Sudria) är en fransk Grande École som utexaminerar generalistingenjörer. Den är belägen i Parisförorten Ivry-sur-Seine, Paris, Lyon, Lille och Bordeaux. ESME är medlem av IONIS Education Group.

## Utbyte
Flera svenska tekniska högskolor har utbyte med ESME Sudria.